# Терминатор: Мрачна судбина
Терминатор: Мрачна судбина (енгл. Terminator: Dark Fate) је амерички филм из 2019. године, заснован на истоименој франшизи. Редитељ је Тим Милер. Сценарио потписује Дејвид С. Гојер, док су причу написали Џејмс Камерон и Тим Милер, а продуценти филма су Џејмс Камерон, Дејвид Елисон, Дејна Голдберг и Дон Грејнџер.
Арнолд Шварценегер се вратио у улози Терминатора. Поред Шварценегера, од глумачке поставе из оригиналног филма вратили су се и Линда Хамилтон као Сара Конор. Њима двома се у главним улогама придружују: Мекензи Дејвис, Габријел Луна, Наталија Рејес, Дијего Бонета, Џуд Коли и Енрике Арсе. Светска премијера филма је одржана 23. октобра 2019. године у Уједињеном Краљевству.

## Радња
Године 1998, три године након уништења Сајбердајн Системс Корпорејшон и спречавања Судњег дана, који је у првој верзији будућности требало да се догоди 29. августа 1997. године, Сара и Џон Конор су на плажи у Ливингстону (Гватемала) када их изненада нападне Терминатор Т-800, један од неколико које је Скајнет послао у прошлост. Терминатор убија Џона и одлази упркос Сариним покушајима да га упуца.
22 године касније, 2020., киборг, војник отпора Грејс и робот терминатор најновијег модела Рев-9 транспортују се из будућности у област Мексико Ситија. Мета њихове одбране и напада је Данијела „Дани“ Рамос, која ради у фабрици аутомобила са својим братом Дијегом. На данашњи дан, девојчица сазнаје да ће њен брат бити отпуштен и замењен роботом на монтажној траци. Током њене свађе са менаџером, појављује се Рев-9, преузимајући маску Данијевог оца, којег је он убио, и покушава да убије девојчицу, али Грејс прискаче у помоћ. Дани, Дијего и Грејс беже у камионету и јури их Рев-9 у рударском камиону. Има способност да се подели на две пуноправне борбене јединице: ендоскелет и облик полимерне легуре. Ендоскелет је заустављен бацачем граната које је погодила Сара Конор, која се изненада појављује на аутопуту. Дијега смртно рани робот и умире у саобраћајној несрећи. Полимерни део робота смрскао је аутомобил који је прошао аутопутем. Дани и повређена Грејс побегли су од потере тако што су украли Сарин ауто.
Грејс су потребни посебни лекови за опоравак, укључујући инсулин и антиконвулзанте. Дани и Грејс опљачкају локалну апотеку јер их неће продати без рецепта. Грејс се онесвести право у апотеци, али се у том тренутку поново појављује Сара. Јунаци се склањају у мотел. Грејс открива да је киборг војник из 2042. године, подвргнута је операцији да прошири могућности тела кибернетичким деловима тела. Она мора заштитити Дани, који ће у будућности водити снаге човечанства. Није чула за Скајнет, јер се у будућности појавио други систем вештачке интелигенције „Легија“, који је такође одлучио да истреби човечанство током Судњег дана, који је ипак дошао. Сара открива да је спречила Судњи дан 1997. и да је провела много година учећи о месту и времену доласка гласника из будућности примајући поновљене СМС поруке из непознатог извора, сваки пут завршавајући речима „За Џона“. Грејс, користећи конектор на свом прсту, потпуно дешифрује ове поруке: њихов извор је град Ларедо у Тексасу у Сједињеним Државама у суседству Мексика. Исте координате су садржане у тетоважи коју је на Грејсином стомаку утиснуо њен шеф, а који ће и сама Дани постати у будућности.
Док пешице прелази копнену границу између Мексика и Сједињених Држава уз помоћ Даниног ујака, који пружа такве услуге мигрантима, група, захваљујући промишљеним акцијама робота убице, пада у руке америчких граничара и одведени у центар за притвор илегалних имиграната, где их поново напада Рев-9. који је тајно продро тамо, и бежи од њега хеликоптером, инсценирајући масовно бекство затвореника. Користећи назначене координате, група стиже до Терминатора Т-800, истог оног који је убио Џона Конора 1998. године. Испунивши свој циљ, престао је да прима наређења од својих претпостављених, интегрисао се у америчко друштво под именом Карл, почео да продаје завесе, упознао жену и усвојио њеног сина. Живећи међу људима, Карл је научио да доноси сопствене одлуке и схватио је шта је за Сару значило да изгуби сина. Сваки долазак из будућности стварао је магнетни поремећај, који је Карл регистровао и слао упозорења Сари путем СМС-а. Карл се придружио њиховом одреду. Сара развија план А да уништи Рев-9. Треба да пронађу гранате са функцијом електромагнетног пулса, које она може добити од свог пријатеља, високог официра америчког ваздухопловства. У комбију са великим логом „Карлове завесе“, група стиже у подручје војне базе у којој је стациониран официр. У тренутку предаје кофера са две гранате, поново се појављује Карлов комби Рев-9, праћен логом, овог пута на полицијском хеликоптеру, из којег јунаци покушавају да побегну тако што стигну до базе ваздухопловства и укрцају се у војну. теретни авион са оклопним аутомобилом Хамер на њему, обезбеђен од официра. Рев-9 наставља да гони хеликоптер, али га хероји успешно спуштају на земљу. Његови напади остављају гранате оштећеним и нефункционалним, постављајући питање плана Б за уништавање Рев-9.
Робот се брзо нађе у авиону, на коме прогони теретни авион Даниних пријатеља и из којег вешто у лету скаче на њихову даску и одузима му моторе. Унутар трупа теретног авиона током слободног пада без крила, јунаци упорно и дуго покушавају да одбију непрестане нападе робота на Дани. Труп авиона пада у резервоар у близини неименоване хидроелектране, а оклопно возило које падобраном испадне из њега са преживелим људима у запечаћеној кабини завршава на брани бране, али се откотрља са репа у река низводно. Потера и борба се настављају на територији напуштене електране, чије је особље напустило после аларма, где је одлучено да се план Б спроведе уз помоћ ланаца и тешког чекића. Рев-9 је тешко оштећен у експлозији у једном од генератора, али није уништен. Карл је тешко повређен, а Сара се срушила. Грејсини механизми су онемогућени, она моли Дани да јој уклони резервни извор напајања из стомака и, убацивањем у главу робота, оштети његов програм - уосталом, управо због тога је Дани из будућности послао Грејс у прошлост - да помогне она сама. Дани послуша захтев, убијајући тако живи део Грејс. Дани је приморан да се сам бори са Рев-9, али снаге су неједнаке. Оштећени Карл се поново активира након што га исцрпљена Сара позове и задржи Рев-9, дозвољавајући Дани да убаци Грејсин извор енергије у наводно складиште робота убице - између органа за вид робота. Карл одвлачи Рев-9 до уништеног генератора и улази унутра са њим. Пре него што робот убица експлодира, потпуно их уништивши обоје, Карл каже Сари „За Џона!“

## Улоге
| Глумац             | Улога \|\| Напомена     | |
| ------------------ | ----------------------- | --- |
| Арнолд Шварценегер | Терминатор Т-800 / Карл | Брет Ејзар служи као дублер за млађег Т-800, док се Шварценегерово лице из 1991. примењује кроз CGI   |
| Линда Хамилтон     | Сара Конор              | |
| Мекензи Дејвис     | Грејс                   | |
| Габријел Луна      | Терминатор Рев-9        | |
| Наталија Рејес     | Дани Рамос              | |
| Дијего Бонета      | Мигел Рамос             | |
| Џуд Коли           | Џон Конор               | Коли служи као дублер за млађег Џона Конора, док се лице Едварда Фурлонга из 1991. примењује кроз CGI |
| Енрике Арсе        | господин Рамос          | |
| Ерл Боен           | др Питер Силберман      | (непотписан) преко архивског снимка из Терминатора 2: Судњи дан                                       |